# Jan van Krimpen
Jan van Krimpen (Gouda, 12 januari 1892 - Haarlem, 20 oktober 1958) was een Nederlands typograaf en grafisch ontwerper. Hij werkte lange tijd voor lettergieterij Enschedé in Haarlem, waarvoor hij verschillende lettertypen ontwierp, die nog steeds in gebruik zijn. 
In 1956 kreeg Van Krimpen de gouden medaille van de British Society of Industrial Artists als eerbewijs voor zijn werk.

## Jeugd en opleiding
De Van Krimpens waren een vrij notabele familie in Gouda. Jan was het vierde kind van Nicolaas van Krimpen (1854-1908), een welgestelde graanhandelaar, en Maria Braat (1856-1901). Zijn oudste broer Hendrik (1889-1961) werd later advocaat. In 1890 werd een tweeling geboren: de dochter Neeltje zou wiskundelerares worden, de zoon overleed een jaar later. In 1892 werd Jan geboren, het jongste kind. Toen hij negen jaar oud was overleed zijn moeder, en op zijn zestiende (1908) was hij een wees. Hij werd verder opgevoed door Huib Braat, een oom van moederszijde. Huib van Krimpen (1917-2002), eveneens een bekend typograaf, was zijn enig kind.
In 1910 begon Van Krimpen zich te oefenen in kalligrafie met behulp van het boek Writing & Lettering (1906) van Edward Johnston. In deze periode raakte hij geïnteresseerd in poëzie, waarbij zijn voorkeur uitging naar moderne Duitse dichters. Hij volgde een opleiding bij de Koninklijke Academie van Beeldende Kunsten in Den Haag tot 1912. Zijn vakken waren tekenen en anatomie. Daarnaast raakte hij geïnteresseerd in de vormgeving van tekst en boeken. Van Krimpen raakte bevriend met Nini Brunt, de dochter van een Haagse boekhandelaar die samen met hem studeerde. Via haar leerde hij ook haar zus Aty kennen, op dat moment werkzaam als verkoopster bij De Bois, een Haagse winkel in kunstenaarsbenodigdheden. Van Krimpen probeerde Nini over te halen tot het socialisme en leende haar daartoe Das Kapital van Karl Marx, en andere soortgelijke communistische werken. In 1912 en 1913 bezochten zij samen het congres van de SDAP in Krasnapolsky te Amsterdam. Maar spoedig zou Van Krimpen afstand nemen van het socialisme.
In 1916 traden Nini Brunt en Jan van Krimpen in het huwelijk. Op dat moment was hij werkzaam als kunstboekbinder, geheel naar de voorschriften van T.J. Cobden Sanderson. Van Krimpen had maar weinig klanten, en bond ook boeken in voor vrienden. Op 11 maart 1917 werd hun zoon Huibrecht van Krimpen geboren in Den Haag, waar het echtpaar woonde op Fahrenheitstraat 519. In 1929 liep het huwelijk echter stuk. Op 8 juli 1930 trouwde Van Krimpen met Catharina Elisabeth Henrietta ten Houte de Lange, ("Tootje", 1899-1937) redactrice van het culturele geïllustreerde maandblad Op de Hoogte. Dit tijdschrift werd gezet uit de Lutetia en ook de open-variant van deze letter was speciaal door Jan daarvoor ontworpen.
In 1930 verhuisde Jan met zijn tweede vrouw en zoon naar een luxe drie-onder-een-kap woning in Heemstede, op de J.H. Weissenbruchweg 19. Daar bleef hij tot zijn overlijden wonen. In 1937 overleed zijn tweede vrouw aan keelkanker, en een jaar later trouwde Van Krimpen met Catharine Jacoba Senn ('Toos', 1905-1990), die Catharina gedurende haar ziekbed had verzorgd.

## Eerste schreden op het pad van de typografie
1912 was het jaar dat de Hollandsche Mediaeval uitkwam, de eerste letter van S.H. de Roos. Vanaf 1913 las Krimpen The Imprint, een nieuw Engels typografisch tijdschrift. De redacteuren, Gerald Meynell, Edward Johnston en Stanley Morison - die later voor Monotype zou gaan werken - wilden vooral commercieel drukwerk naar een hoger esthetisch niveau brengen.
Nog maar net van de academie af begon Van Krimpen samen met de letterkundige Jan Greshoff zelf ook een klein typografisch tijdschrift, dat de bedoeling had om de moderne Engelse en Duitse inzichten over boekvormgeving ook in Nederland te laten doordringen: De Witte Mier. Klein maandschrift voor de vrienden van het boek.
Greshoff behoorde, met de zusters Aty en Nini Brunt, tot Van Krimpens oudste vrienden. Het maandblad "De Witte Mier" bleef maar een klein jaar bestaan, maar het bevatte wel de eerste kalligrafische ontwerpen van Van Krimpen. Greshoff was samen met J.C. Bloem en P.N. van Eyck een bibliofiele uitgeverij begonnen, De Zilverdistel genaamd.
Op 14 juni 1914 publiceerde Van Krimpen een zeer kritisch stuk in de Amsterdammer over de principes en het drukwerk verschenen bij de "Zilverdistel". Deze felle kritiek zorgde ervoor dat Bloem en Greshoff vervangen werden door J.F. van Royen, de latere directeur van de PTT. Onder zijn leiding zal de "Zilverdistel" uitgroeien tot de eerste "private press" in Nederland. In die tijd gaf Van Royen ook opdracht aan S.H. de Roos om verder de typografie te verzorgen voor het drukwerk.
Een punt van kritiek richtte zich op het gebruik van een ijzeren handpers of boven-degel. Dat vond Van Krimpen een blijk van "bibliofiel snobisme", hij wilde meer "democratie in de boekkunst".
Een bezoek aan de "Internationale Ausstellung für Buchgewerbe und Graphik" in Leipzig (1914) voedde Van Krimpens belangstelling voor kalligrafie, typografie, letterontwerp en boekbinden nog meer. De eerste uitgevoerde ontwerpen van de jonge typograaf verschenen in deze jaren: band- en initiaal-ontwerpen voor "Het jaar der dichters", uitgegeven door Greshoff, en een als nog onuitgerijpt te kenschetsen omslag-ontwerp voor "Verzen" van J.L. Gregory.
In 1916 trouwde Van Krimpen met Nini (= Maria Paulina, 1891-1984) Brunt, terwijl haar zus Aty Brunt niet lang daarna trouwde met Jan Greshoff. In 1917 werd uit het huwelijk van de eerstgenoemden een zoon geboren, Huib van Krimpen, die later eveneens een zeer verdienstelijk en invloedrijk typograaf zou worden.

## Eigen uitgaven
In datzelfde jaar begon Jan van Krimpen in eigen beheer boeken uit te geven, die hij zelf tekstueel en typografisch bezorgde. Deze serie van vijf boeken is bekend onder de (later bedachte) naam Pre-Palladium (1917-1920). De auteurs waren jonge dichters:
- Albert Besnard, Sonnetten, MCMXVII, 75 exemplaren
- Jan Gustaaf Danser, Ontmoetingen, MCMXVII, 75 exemplaren
- Martinus Nijhoff, Pierrot aan de lantaarn, MCMXIX, 120 exemplaren
- Jacob Israël de Haan, Een nieuw Carthago, MCMXIX, 220 exemplaren
- H.W.J.M. Keuls,In den Stroom, MCMXX, 200 exemplaren

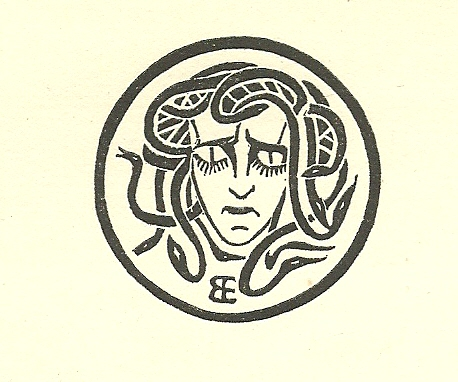
Palladiumreeks, drukkersmerk

Alle boeken werden in een kleine oplage (75-220 exemplaren) gedrukt met door S.H. de Roos ontworpen Hollandsche Mediaeval bij G.J. van Amerongen te Amersfoort.

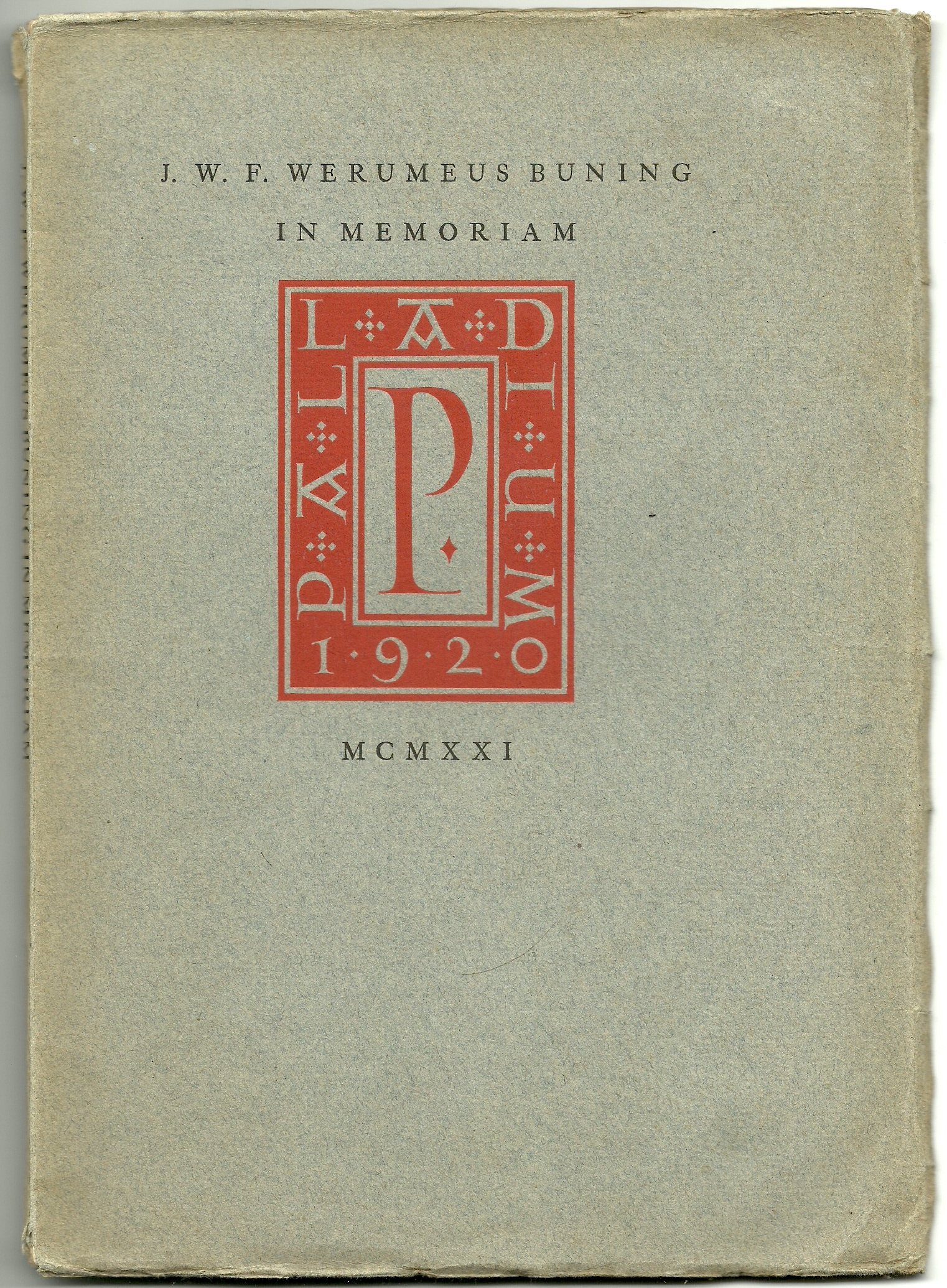
Palladiumreeks

Naarmate het talent van Van Krimpen verder rijpte ging hij steeds interessanter uitdagingen aan. Voor de jonge uitgeverij Hijman, Stenfert Kroese & Van der Sande begon hij met een nieuwe serie uitgaven, die de naam Palladium-reeks kreeg. 
In 1920 verscheen het eerste, behoorlijk ambitieuze boek van de serie, 
- A. Roland Holsts Deirdre en de Zonen van Usnach met een houtsnede van Bernard Essers in een oplage van 205 exemplaren, gezet met de voor de meeste boeken van de Palladium-reeks kenmerkende ronde, achttiende-eeuwse Engelse letter Caslon. Even kenmerkend is het omslag van dit boek, een blauwgrijs Ingres-achtig papier. Jan van Krimpen streefde naar eenvoud in zijn typografie, hij keerde terug naar de combinatie van zwarte inkt met enkele initialen in rood, uit de tijd van de incunabelen.

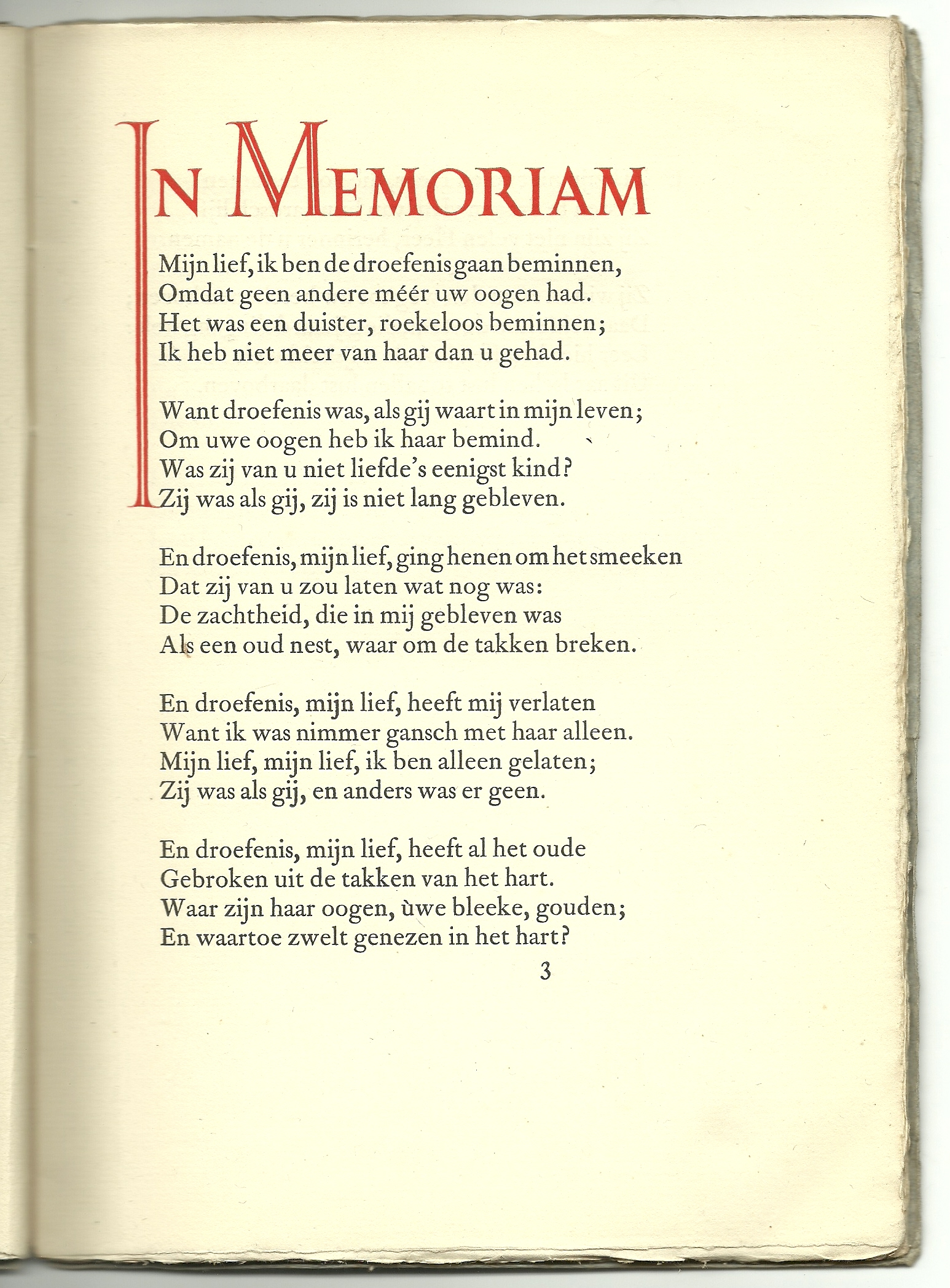
Initialen in Werumeus Bunings In Memoriam

Opvallend is Van Krimpens gebruik van de gulden snede bij de lay-out. Het paginanummer staat uit het midden. De pagina-indeling en het marge-wit rond de tekst is zeer zorgvuldig geconstrueerd. Na dit deel werden voor Palladium haast geen illustraties meer gebruikt; wel tekende de volleerde kalligraaf Van Krimpen een vignet voor de serie, een medusakop met slangen in het haar, en verzorgde hij de initialen.
Verschillende belangrijke literaire werken werden door Greshoff en Van Nijlen aangebracht, zoals De Duytse Lier van Jan Luyken, Sonnetten van Hooft, Safija van Arthur van Schendel, Het Aangezicht der Aarde van Jan van Nijlen, De Ceder van Greshoff, Narrenwijsheid van J.C. van Schagen, Penthesileia van Marsman, Laethemsche brieven over de lente en Het zatte hart van Karel van de Woestijne, en last but not least in 1927 Clair Obscur van J. Slauerhoff. Deze reeks werd voortgezet tot 1927, en omvatte uiteindelijk 21 titels; een aantal titels beleefde herdrukken.
21 februari 1920 schreef Van Krimpen een stuk voor de Arnhemsche Courant, de krant waar Greshoff als criticus werkte, en later (1923/1924) hoofdredacteur werd. Het artikel S.H. de Roos, boekkunstenaar en letter-ontwerper was zeer lovend, speciaal waar het de Hollandsche Mediaeval betrof.

Haarlemmer, een schreefletter ontworpen door Van Krimpen in 1938

Spectrum, een schreefletter ontworpen door Van Krimpen tussen 1941 en 1943

## Samenwerking met Stols
In 1922 woonde Van Krimpen in Den Haag aan de Fahrenheitstraat 519. Hij was in die tijd ook werkzaam als handboekbinder. In die hoedanigheid leerde hij in 1922 de jonge drukkerszoon A.A.M. Stols (1900-1973) kennen. Stols hield ook van mooie boeken en was net zelf met een uitgeverij begonnen. Stols werd al gauw een goede huisvriend van de Van Krimpens en de Greshoffs.
In de jaren 1923 tot 1932 verleende Van Krimpen zijn medewerking aan een stuk of dertig uitgaven van zijn vriend Stols. Hij leverde onder andere initialen, bandontwerpen, tekende de bandstempels en printersemblemen, later verzorgde hij ook de rest van de typografie.
In 1923 tekende hij voor het eerst, in opdracht van J.F. van Royen, de belettering van een serie postzegels, de Jubileumzegels. Willem van Konijnenburg tekende de beeltenis voor deze herdenkingszegels voor het Zilveren Jubileum van Koningin Wilhelmina. Op 10 november 1923 schreef Van Krimpen een artikel in het tijdschrift Wendingen over bibliografie en het ex libris. Ook later zou hij nog voor dit tijdschrift schrijven.
Belangrijke typografische ontwikkelingen in Engeland in 1923:
- Francis Meynell startte met The Nonesuch Press
- Stanley Morison werd typografisch adviseur bij The Monotype Corporation in Salfords (Surrey)
- de Cambridge University Press, Stanley Morison en Oliver Simon begonnen met het tijdschrift The Fleuron

Nu raakte Van Krimpens loopbaan pas echt op gang. Hij ontmoette op de tentoonstelling ter ere van 500 jaar uitvinding van de boekdrukkunst door Laurens Janszoon Coster Johan Enschedé, een van de directeuren van de gerenommeerde drukkersfirma Enschedé in Haarlem. Deze gaf hem de opdracht een letter voor die drukkerij te ontwerpen.

## Letterontwerper
Van Krimpen wist in 1924 niet hoe een dergelijke klus moest worden aangepakt. Hij vroeg aan De Roos om hulp, maar vertelde hem niet over zijn plannen. De eerste letter van Van Krimpen kreeg de naam Lutetia. Die naam verwijst naar de wereldtentoonstelling in Parijs (1925), waar de letter voor het eerst werd gepresenteerd: Lutetia is de Latijnse naam van Parijs.
In 1924 werd ook het eerste nummer de nieuwe reeks van De Witte Mier, maandschrift voor de vrienden van boek en prent uitgebracht, het typografietijdschrift dat Van Krimpen van 1912-1914 had uitgegeven. Hoofdredacteur was Greshoff, de uitgever was Boosten en Stols. Later werd de redactie uitgebreid met Van Krimpen en Stols. Er verschenen drie jaargangen; eind 1926 werd het opgeheven.
In 1925 voltooide Van Krimpen ook de cursief voor de Lutetia. Het verschijnen van de Lutetia bij de firma Enschedé, was een onaangename verrassing voor S.H. de Roos, die de voorman was van de concurrerende Lettergieterij "Amsterdam" voorheen N. Tetterode. Hij was wel bereid zijn kennis te delen met anderen, maar hij was ontstemd over de geheimzinnigheid van Van Krimpen. De Roos en Van Krimpen zouden nooit vrienden worden, ofschoon ze elkaar wederzijds waardeerden.
Van 18 juli tot 15 augustus was er in het Plantin-Moretusmuseum in Antwerpen een tentoonstelling over Moderne Nederlandsche Boekkunst. Daarna was deze tentoonstelling te bezichtigen in het Museum van het Boek in Brussel (30 augustus tot 27 september). Charles Nypels had de catalogus ontworpen, die in de Erasmus Mediaeval van S.H. de Roos was gezet. In totaal acht nummers van de Palladiumreeks waren in deze catalogus opgenomen, tot grote woede van Van Krimpen, die Stols zover kreeg om een boze ingezonden brief te schrijven naar de Nieuwe Rotterdamsche Courant (6 oktober 1925). In de krant van 9 oktober kwam het antwoord daarop van De Roos.
Van Krimpens nieuwe letter, de Lutetia, werd officieel voor de eerste keer gebruikt in een catalogus van de Nederlandse bijdragen aan de tentoonstelling Exposition internationale des arts décoratifs et industriels modernes in Parijs. Het letterontwerp werd bekroond met een Grand Prix, een hoge onderscheiding. 'Strength with delicacy, grace with dignity' was het commentaar van Bruce Rogers.
In 1925 trad Van Krimpen bij Enschedé in dienst. Tot aan zijn dood zou hij nauw met de drukkerij verbonden blijven. Op 1 augustus 1925 schreef hij een stuk in het Algemeen Handelsblad. S.H. de Roos werd zeer geprezen, maar het tijdschrift Wendingen en de "zogenaamde" typografie van architect H.Th. Wijdeveld kregen veel kritiek.
Van Krimpen correspondeerde met vele bekende typografen uit die tijd, onder wie Stanley Morison die bij Monotype werkzaam was, in Salfords (vlak ten zuiden van Londen). Uit 1926 (12 januari) stamt het eerste briefcontact met Stanley Morison. In het vijfde nummer van The Fleuron besprak Morison de Lutetia. Van Krimpen verzorgde de typografie en de band van de omvangrijke roman van Israël Querido, Misleide Majesteit. Voor zijn bandontwerp ontving hij 40 guldens. De luxe editie van het boek (op geschept papier, in heelperkament gebonden) kostte in de winkel 90 gulden. Ook verzorgde hij de band van de eerste roman van Victor van Vriesland, Het afscheid van de wereld in drie dagen. Hij tekende ook voor het eerst een drukkersembleem voor Querido. Na 1931 zouden daarvan nog vele volgen.
Bruce Rogers publiceerde in 1927 zijn boek "Ancient Books and Modern Discoveries". Dit boek is geheel gezet in de Lutetia (behalve de "e", "m" en "n", die Rogers vervangen had door de Caslon Old Face van Linotype. In hetzelfde jaar stopte Van Krimpen met de Palladium-reeks. Later (1930) in het zevende nummer van "The Fleuron" gaf hij aan waarom: het tijdperk van "more or less uniform series, and that of books as primarily decorative objects" was voorbij.
Oliver Simon schafte de Lutetia aan voor de Curwen Press in Londen. D.B. Updike deed hetzelfde voor de Merrymount Press in Boston, evenals Edwin Grabhorn voor de Grabhorn Press in San Francisco.
Harry Carter en Herbert Simon, beiden van de Curwen Press, brachten in 1928 een bezoek aan Enschedé, en ontmoetten Van Krimpen. In dit jaar kwam de letter Romaneé uit. De naam is afkomstig van de wijn die een etentje lardeerde met Van Krimpen en zijn opdrachtgevers. Huib van Krimpen berichtte daarover: The choice of the name Romaneé, while unusual for a lettertype, is simple to explain. The christening took place during a good dinner at a well-known English country inn. Dat was de in literaire kringen bekende herberg The Spread Eagle van John Fothergill in Thame, in de buurt van Oxford.
Porter Garnett (1871-1951), die zeven jaar daarvoor was aangesteld als Associate Professor in the Graphic Arts aan het Carnegie Institute of Technology in Pittsburg USA, gebruikte de Lutetia voor de 12 delen tellende catalogus van de Frick Collection, uitgegeven bij de door Garnett gestichte Laboratory Press. Dat jaar bezocht Garnett Van Krimpen in Haarlem.
Van Krimpen had diverse ontmoetingen met Bruce Rogers op het kantoor van Emery Walker, waar Bruce werkte aan de "Oxford Lectern Bible" en ook fungeerde als adviseur voor de Centaur die later bij the Monotype Corporation Ltd zou verschijnen.
Mei 1929 kwam de bestelling van een serie initialen van de Lutetia voor de Curwen Press. Die waren klaar in juni en werden geleverd voor ongeveer 12,50 gulden per stuk. Rond die dagen kwam ook een set matrijzen voor de Open Lutetia klaar. Dit lettertype was bedoeld om te dienen als initialen en voor de titels van het geïllustreerde tijdschrift Op de Hoogte. Dit tijdschrift was geheel gezet in de Lutetia en werd uitgegeven bij Enschedé en Zonen.
Van Krimpen trad in 1930 in het huwelijk met Catharina Elisabeth Henrietta ten Houte de Lange (koosnaam Tootje). Zij was de redacteur van het familietijdschrift Op de Hoogte. Ze zou op 10 juli 1937 op slechts 38-jarige leeftijd overlijden.
In het laatste nummer van The Fleuron stond een artikel van Van Krimpen: 'Typography in Holland'. Daarin was hij nu minder positief over S.H. de Roos. De luxe band was door Van Krimpen ontworpen. Stanley Morison en Van Krimpen speelden met de mogelijkheid The Fleuron voortaan bij Enschedé uit te geven, maar daar kwam niets van.

## Romulus
Enschedé en Monotype besloten samen een letterfamilie uit te brengen, op basis van de ontwerpen van Jan Van Krimpen. De eerste naam hiervoor was "Epiphania", maar Beatrice Warde veranderde dat tot: "Romulus".
De letter omvatte:
- een romein in drie zwaarten
- een cursief gezette romein
- een schreefloze letter in vier zwaarten
- een script (Cancelleresca Bastarda)
- open kapitalen
- een griekse variant

Harry Carter werd door Van Krimpen gevraagd om redacteur te worden van "The New Fleuron".
Een proefnummer van de The New Fleuron verscheen in 1932, onder redactie van Van Krimpen en Carter en uitgegeven bij Pegasus en Harcourt Brace - maar het was meteen het laatste. Ondertussen waren er ook onderhandelingen met George Macy van de "Limited Editions Club", om daar The New Fleuron uit te geven. Dat liep stuk, omdat de uitgever voor zichzelf ook redactionele invloed eiste, iets waarin Van Krimpen zich niet kon vinden.
Van Krimpen werd een van de directieleden van de Engelse Soncino Press, die Enschedé opdracht had gegeven voor een uitgave van de Talmoed in 35 delen. Deze delen werden in de Lutetia gezet, en verschenen gedurende de jaren 1935-1952. Waarschijnlijk nam hij dit op zich om meer kans te maken op een directiezetel bij de firma Enschedé. Een door hem zeer begeerde functie, waarvoor hij evenwel nooit gevraagd zou worden.
In augustus 1932 kregen Stols en Van Krimpen ruzie met elkaar, een vete die tien jaar zou duren. George Macy had Stols gevraagd om een artikel over de Nederlandse drukkunst van die dagen voor het nieuwe jaarboek "The Dolphin". Stols had daarmee ingestemd en vroeg Van Krimpen en anderen om illustraties. Als antwoord beschuldigde Van Krimpen Macy van ongeoorloofde concurrentie met "The New Fleuron", en dat Stols, door hieraan mee te doen, partij had gekozen.
In 1934 kwam de Cancelleresca Bastarda uit. Twee jaar later kwam de typograaf Sem Hartz bij Enschedé in dienst. De volgende twintig jaren zou hij vaak met Van Krimpen samenwerken aan allerhande projecten. Het zwaartepunt daarvan lag echter in de jaren na de Tweede Wereldoorlog.
In 1937 vond de eerste ontmoeting plaats met Giovanni Mardersteig van Officia Bodoni in Verona in Italië. Ook leverde hij bijdragen aan "Contemporary Book and Binding Art" in "Boek & Band, Prisma der Kunsten, nr. 3".
Het "Verzameld Werk" van Marsman verscheen in 1938 bij uitgeverijen Querido en De Gemeenschap. Van Krimpen maakte de bandstempel en de boekomslag, het honorarium daarvoor bedroeg 30 guldens. The Society for Print and Book Art gaf Van Krimpen opdracht om het lettertype "Haarlemmer" te ontwerpen, bedoeld om een Statenbijbel uit te geven in klein-folio formaat.

## Oorlogsjaren
Van Krimpen ontwierp de Spectrum. Het was een dure letter, enkel het graveren van de stempels (patrijzen) werd geraamd op 60.000 gulden, daarom besloten Enschedé en Monotype de letter samen uit te brengen. Enschedé als handletter, en Monotype als matrijzen voor de zetsel-gietmachine.
De Verzamelde Werken van P.C. Boutens verschenen bij Enschedé en tegelijkertijd bij Boucher, in zeven delen. De oplage van 1000 exemplaren werd gedrukt in de Romulus. Van Krimpen was niet alleen betrokken bij het drukken, maar ook bij de redactie van deze uitgave.
Hij maakte kennis met Herman de la Fontaine Verwey, de bibliothecaris van de Amsterdamse Universiteits Bibliotheek. Zij ontmoetten elkaar in het Huis aan de Drie Grachten, een boekhandel/antiquariaat gedreven door A.A. Balkema, gevestigd aan de Oudezijds Voorburgwal 249. Balkema zat in het verzet, via de clandestiene Vijf Ponden Pers. Hij werkte daarvoor samen met de Neerlandicus Wytze Hellinga. Van Krimpen voegde zich er later bij.
Ook Sem Hartz, die als jood moest onderduiken, zat in het verzet. Hij deed veel graveerwerk om documenten te vervalsen. De vele "vrije tijd" deed hem besluiten zelf een letter te ontwerpen, hij vroeg eveneens De Roos hulp hoe dat te doen. Zij werden wel goede vrienden, wat Hartz in een soort van spagaat bracht in zijn relatie met Van Krimpen.
De stad Amsterdam eerde Van Krimpen met de voor drukkers bedoelde Frans Duwaer Prijs. In juni 1945 ontmoetten Van Krimpen en John Dreyfus elkaar in Haarlem. Dreyfus was als militair naar Nederland gekomen.
Op 27 juni 1945 zond Stanley Morison een kistje sigaren vergezeld met een brief aan Van Krimpen. De brief om te vertellen over het bombardement, en het verlies van alle boeken, de papieren en de brieven. Gedurende de oorlog was het onmogelijk om contact te houden. Van Krimpen gaf Hitler de schuld van de slechte verspreiding van zijn lettertype. Maar in werkelijkheid was dat mede te wijten aan de slechte verkoopstrategie van de firma Enschedé.
In de UB werd van 27 juni-12 augustus 1945 een tentoonstelling gehouden van verzetsuitgaven, Het Vrije Boek in Bezettingstijd. Door zijn bemoeienis met die tentoonstelling groeide de bewondering van De la Fontaine Verwey voor Van Krimpen, en zij raakten bevriend met elkaar.

## Nieuw elan bij Enschede
Van Krimpen verzorgde in 1946 een editie van Stanley Morisons tekst: "First Principles of Typography". De uitgever is A.A. Balkema.
Van 1946-1950 verzorgde Van Krimpen de typografie van de tiendelige Eerste Nederlandse Systematisch Ingerichte Encyclopaedie (E.N.S.I.E).
Vanaf 1946 tot 1956 werkten Van Krimpen en Sem Hartz vele malen aan postzegelontwerpen. Hartz maakte de beeltenis en Van Krimpen ontwierp de lettering. Hartz was zo ongeveer de enige die nog kon samenwerken met de binnen Johan Enschedé danig geïsoleerd geraakte Van Krimpen. Ondanks dat hij door zijn werk veel te maken heeft met de handzetterij en de gieterij-afdeling, koos Van Krimpen ervoor in de directie-vleugel kantoor te houden. Tot zijn grote teleurstelling zou hij nooit de status van directeur bereiken.
Van Krimpen was nu niet bepaald een gemakkelijke of prettige persoon om mee om te gaan. Zo was ook de verhouding tot zijn zoon Huib van Krimpen uit zijn eerste huwelijk een zeer ongemakkelijke. In 1947 ontstond het ontwerp voor het monument Voor de Gevallenen voor de Universiteit van Wageningen - toen nog Landbouwhogeschool.
Op 16 februari 1948 richtten De la Fontaine Verwey en Van Krimpen de Nonpareil Society op, naar het model van de Double Crown Club in Engeland, een selecte vereniging van mensen die zich bezighouden met het maken, verspreiden, binden, verzamelen en restaureren van boeken. Van Krimpen ontwierp het logo en zou tot zijn dood voorzitter van de groep blijven.
Op 22 april 1948 kreeg Van Krimpen formeel de opdracht tot het ontwerpen van de letter Sheldon. Deze letter was door Charles Batey van de Oxford University Press exclusief bedoeld om er een bijbel mee te drukken, met de pagina's in twee kolommen.
In de zomer van dit jaar bezocht Van Krimpen op uitnodiging van Stanley Morison de fabrieken van Monotype in Salfords. Hij deed dat samen met Sem Hartz en Giovanni Mardersteig. Zij probeerden Monotype te interesseren voor hun nieuwste lettertypen: De Spectrum van Jan van Krimpen, de Emergo van Sem Hartz, en de Dante van Giovanni Mardersteig. De Dante werd later als Series-592 opgenomen in het Monotype-programma.
In 1950 ging Van Krimpen in 1950 typografieles geven bij het Museum Plantin-Moretus in het kader van de Hogeschool voor Drukkunst. Ook de latere hoogleraar boekgeschiedenis G.W. Ovink deed mee, evenals de uitgever Stols. Zoon Huib van Krimpen vertelde, dat zijn vader elke didactische gave miste, en dat de studenten zeer ontevreden waren.
In 1951 verscheen First principles of Typography bij uitgeverij W. de Haan in Utrecht. Typografie, vertaling en inleiding zijn van Jan van Krimpen. Op 12 januari 1952, zijn zestigste verjaardag, ontving hij een Liber amicorum verzorgd door De la Fontaine Verwey, die tevens een artikel over Van Krimpen schreef in De Gids. Vanaf 14 januari 1952 was de tentoonstelling in het Museum van Enschede op het Klokhuisplein te Haarlem. Tijdens het boekenbal in februari 1952 werden Ovink en Van Krimpen voorgesteld aan Koningin Juliana. Van John Dreyfus verscheen het overzichtswerk The Work of Jan van Krimpen. De uitgever Sylvan Press organiseerde een tentoonstelling over het werk van Van Krimpen bij de Londense boekhandel Hatchards (Piccadilly).
Het boek The House of Enschedé verscheen in 1953 met daarin ook Van Krimpens artikel 'A Short Company History'. Morison opperde de mogelijkheid om een letterproef van de Monotype Spectrum op te nemen in de Penrose Annual. Van Krimpen, die vakantie vierde samen met Mardersteig aan het Gardameer, liet weten dat hij die wel wilde drukken. De letterproef van de Spectrum verscheen anno 1954 in Penrose Annual nummer 48, met een inleiding door John Dreyfus. Some variations on the First Principles of Typography werd gepubliceerd in 1954 in Bont-boek over Bond en Boek.
In 1955 bezocht Van Krimpen in 1955 diverse Benedictijnerkloosters in Frankrijk. Hij stuurde op 1 maart 1956 aan Will Carter een kopie van zijn 'Memorandum in its final stage'. Dat betrof de tekst 'On Preparing Designs for Monotype Faces'. Deze tekst werd lang geheim gehouden, ook door bijvoorbeeld John Dreyfus. Pas in 1991 is hij gepubliceerd in Matrix, nummer 11.
Van Krimpen gaf op 5 april 1956 een lezing over klassieke typografie bij de opening van de tentoonstelling Design and Printing in the Netherlands (5-11 april) in The National Book League House in Londen. Deze tentoonstelling werd ingericht door de Nederlandse Stichting voor Grafische Export.
Op 25 juni 1956 vond een bijeenkomst van dertig vooraanstaande typografen en industriëlen plaats in Parijs, om de International Typography Union op te richten. Tegenwoordig is dit de organisatie ATypI. Er werd een afvaardiging ingesteld, die de oprichtingsvergadering ging voorbereiden. Daarin zaten:
- Voor Nederland: Jan van Krimpen en G.W. Ovink
- voor Engeland: Stanley Morison, Walter Tracy, John Dreyfus
- voor Frankrijk: Charles Peignot en Maximilien Vox
- voor Italie: Piero Capitini, Luigi Colombini
- voor Zwitserland: Georges Cordaz, Albert Kundig

Duitsland werd door de aanwezigen geheel geboycot. Het comité kwam weer bijeen in Genève op 25 oktober dat jaar. In het restaurant van het Rijksmuseum in Amsterdam was er op 28 juni 1956 een gezamenlijke bijeenkomst van de Double Crown Club en het Genootschap Nonpareil (dat in 1948 mede door Van Krimpen was opgericht). Daar sprak hij over zijn inscriptie - een tekst van Adriaan Roland Holst - op het Nationaal Monument op de Dam in Amsterdam, een van zijn laatste grote opdrachten.
In 1956 kreeg Van Krimpen de gouden medaille van de British Society of Industrial Artists als hommage voor zijn werk. Op verzoek van Paul Bennett schreef Van Krimpen in 1957 'On Designing and Devising Type', dat verscheen in The Typophiles. De Nederlandse vertaling door zijn zoon Huib werd uitgegeven in 1990. In 1957 was ook de oprichtingsvergadering van de Association Typographique Internationale (ATypI). Charles Peignot kwam met de opdracht voor een lettertype voor de letterzetmachine Lumitype/Photon, een fotografisch letterzetsysteem.
Op 4 februari 1957 was er een eerste contact van Jan van Krimpen met Dame Hildelith Cummings. Zij was sinds 1955 drukker op de Stanbrook Abbey Press, in een Benedictijner nonnenklooster in Worchestershire, Engeland. Deze pers was reeds in 1878 opgericht, maar vierde hoogtij in de periode 1950-1990. Cummings had in een boek van John Ryder, Printing for Pleasure (1955), de letter Cancelleresca Bastarda gezien, en zocht contact met Van Krimpen. Deze overwoog de mogelijkheid om de letter Schoeffer te gebruiken, eigendom van Enschedé. Tussen 4 februari 1957 en 13 oktober 1958 schreef hij in totaal 28 brieven aan Dame Hildelith. Met ingang van 1956 werden voortaan de meeste uitgaven van deze pers gedrukt met letters ontworpen door Jan van Krimpen. Op 29 juni vond Van Krimpens eerste en enige bezoek aan de Stanbrook Press plaats. Hij ontving een exemplaar van Questions of Beauty gezet uit de Cancelleresca en gedrukt op perkament.
In een brief aan Stols op 17 augustus schreef van Krimpen, dat 'twee derde deel van een eeuw op deze aarde' volgens hem meer dan genoeg was. En daarna: Requiem aeternam dona eis, Domine: et lux perpetuam luceat eis. (Heer geef hen eeuwige rust, en moge het eeuwige licht op hen schijnen).
In maart 1958 schreef Van Krimpen een lange brief aan Dame Hildelith, waarin hij laat weten dat hij worstelt met zijn geloof: "I could see myself as a Roman Catholic". De van huis uit protestante Van Krimpen voelt zich nergens op zijn plaats.
Jan van Krimpen overleed op 20 oktober 1958 plotseling voor de deuren van Enschedé & Zonen, waar hij meer dan drie decennia werkzaam was. Tijdens een rit vanaf het museum op het Klokhuisplein naar de drukkerij was hij druk in gesprek met zijn chauffeur. Die vertelde over de ziekte van zijn dochtertje. De doktoren kunnen niet zeggen wat het is, ze hebben nog geen diagnose. Van Krimpen maakt zich daarover kwaad: 'Natuurlijk weten ze wat het is, maar ze willen het jou niet vertellen.' Toen hij uitstapte, kreeg hij een hartaanval en zakte ineen. Toen hij naar binnen werd gedragen, was hij reeds overleden.

## Lettertypen van Jan van Krimpen
- Lutetia (1925)

Series 255 Monotype, Van Krimpen had toestemming gegeven om zijn ontwerp voor de handletter van Lettergieterij Amsterdam te laten bewerken voor machinezetsel. Later moest hij toegeven dat het resultaat heel goed gelukt was, maar voegde daar direct aan toe, dat als hij het van tevoren geweten had hij ermee nooit zou hebben ingestemd
- Antigone (Grieks) (1927)

Series 259 Monotype
Deze letter is vooral bekend gebleven omdat een uitgave van Homerus' Ilias en Odyssee, die op vele scholen gebruikt werd, in deze letter gedrukt was.
- Romanée (1928)
- Romulus (1931)

Series 458 Monotype
Ontworpen in 1931 en later in samenwerking met Enschedé & Zonen door Monotype uitgebracht in 1936. De letter zet erg breed, is licht van kleur. De schreven zijn vrijwel horizontaal. De cursief was een experiment: de romein is eenvoudigweg schuin gezet, waarbij alle cursieve letters even breed zijn als de romein.
- Cancelleresca Bastarda (1934)
- Romulus Sans
- Romulus Greek
- Van Dijck (1935)
- Haarlemmer (1938)

Series 531 Monotype, slechts in één corps (14D) voor loodletter. Ontwerp is eigenlijk nooit geheel afgemaakt. In 1967 werd de letter door Monotype uit productie genomen. In tegenstelling met andere uit de productie genomen Monotype-letters werden de punches en de basispatronen, waarmee de punches gemaakt werden niet vernietigd, zodat het nog altijd mogelijk is om een set matrijzen van deze letter te bestellen. In totaal zijn er slechts twee sets verkocht.
Het lettertype werd in de 21e eeuw door Dutch Type Library afgemaakt en gedigitaliseerd onder de naam DTL Haarlemmer Sans. Sinds 2010 wordt Haarlemmer Sans gebruikt op straatnaamborden in de gemeente Haarlem.

- Sheldon (1947)
- Spectrum (1952)

Series 556 Monotype. Deze letter was oorspronkelijk bedoeld om een bijbel te drukken bij Uitgeverij Spectrum in Utrecht. Het project ging uiteindelijk niet door. Toch bleek het lettertype zeer succesvol. Daarom werd in samenwerking met Enschedé & Zonen besloten een complete serie te snijden. De letter is open en lijkt vrij fors. De letter levert echter vrij compact zetsel.
Van Krimpens drukletters worden nog steeds gebruikt; onder andere de Haarlemmer & Haarlemmer Sans, Spectrum en Romulus zijn digitaal beschikbaar.

## Postzegels

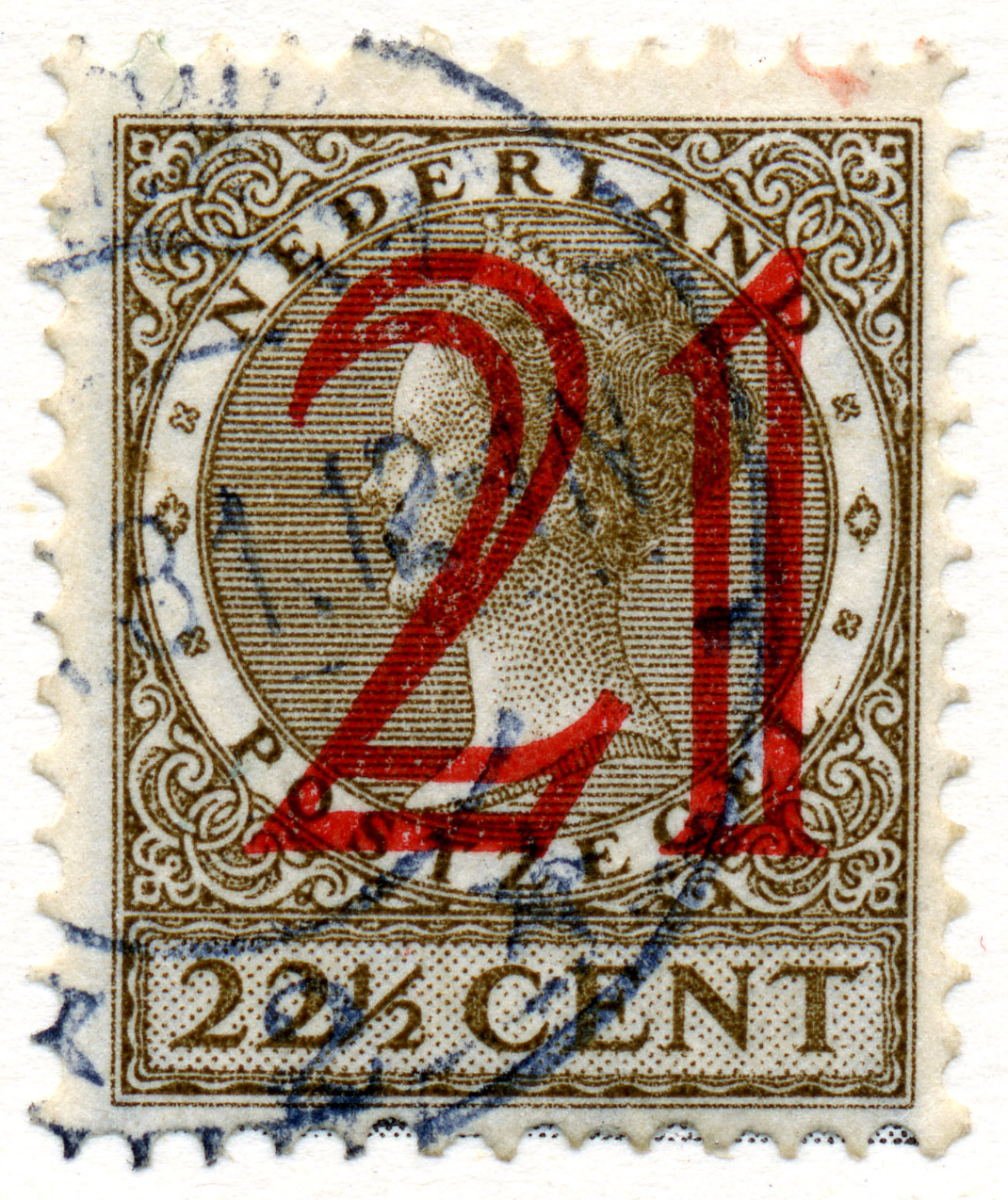
Opdruk 21 cent op waarde van 22½ cent; het cijfer 21 is in 1929 ontworpen door Van Krimpen

Al voor zijn indiensttreding bij Enschedé was Van Krimpen als typograaf betrokken bij de ontwerpen van Nederlandse postzegels. Bij de volgende emissies verleende hij zijn medewerking voor het ontwerp van de letters en cijfers:
- Zilveren regeringsjubileum van koningin Wilhelmina, ontwerp Willem van Konijnenburg (1923).
- Opdrukwaarde 21 cent op waarde van 22½ cent uit de Wilhelmina-serie van Jan Veth (1929).
- Opdrukken op diverse frankeerzegels ten behoeve van de Cour Permanente de Justice Internationale in Den Haag (vanaf 1934).
- 40-jarig regeringsjubileum van koningin Wilhelmina, tevens voor alle overzeese rijksdelen, ontwerp Pyke Koch (1938).
- Frankeerserie met portret van koningin Wilhelmina, tevens voor alle overzeese rijksdelen, ontwerp Willem van Konijnenburg (1940).
- Opdrukken van het type guilloche op de Vliegende Duif van Chris Lebeau (1940).
- Letters en cijfers van de zeeheldenserie (1943)
- Bevrijdingszegel naar ontwerp van zijn collega C.A. Mechelse (1945).
- Serie met lage waarden, type Van Krimpen, tevens voor alle overzeese rijksdelen (1946).
- Een tweetal dienstzegels in dezelfde stijl (1950).
- Een serie portzegels, tevens voor alle overzeese rijksdelen (vanaf 1947).
- Gouden regeringsjubileum van koningin Wilhelmina, tevens voor alle overzeese rijksdelen, ontwerp Sem Hartz (1948).
- Inhuldiging van koningin Juliana, tevens voor alle overzeese rijksdelen, ontwerp Sem Hartz (1948).
- Frankeerserie met portret van koningin Juliana, type en face, tevens voor alle overzeese rijksdelen, ontwerp Sem Hartz (1949).
- Een serie kinderpostzegels voor de Nederlandse Antillen, naar foto's van Fanny Lopez, verzorgd samen met Sem Hartz (1950).
- Een serie dienstzegels met portret van koningin Juliana en met het Vredespaleis in Den Haag, ontwerp Sem Hartz (1951).
- Zomerzegels met etsen van Rembrandt van Rijn, verzorgd samen met Sem Hartz (1956).
- Toeslagzegel ten behoeve van het Nederlandse Rode Kruis (1957).

## Archief
Van Krimpen liet zijn archief met zijn correspondentie en manuscripten na aan de bibliotheek van de Universiteit van Amsterdam, afdeling Bijzondere Collecties. Deze instelling kreeg ook de gelegenheid een keus te doen uit Van Krimpens bibliotheek. In deze Universiteitsbibliotheek berust trouwens ook het archief van Van Krimpens opvolger en goede vriend Sem Hartz.

## Publicaties van Jan van Krimpen
- Over boek-formaten, in: De Witte Mier 2, nr. 6, oktober 1913.

Dit stuk is enkel ondertekend met 'K', volgens A.L. Sötemann moet hier toch "Van Krimpen" worden gelezen.
- De Zilverdistel, in: De Amsterdammer van 14 juni 1914
- S.H. de Roos. Boekkunstenaar en letterontwerper, in: Nieuwe Arnhemsche Courant van 21 februari 1920
- Inleiding tot den catalogus voor de tentoonstelling van buitenlands bindwerk, in: De Witte Mier, p. 195-197, 1924
- Jan van Nijlen en de boeken, in: De Witte Mier, p. 469-471, 1924
- Boekbesprekingen, in: Het Boek 14, p. 367-368, 1924
- Onze drukkunst te Parijs, in: Algemeen Handelsblad, 01 augustus 1935
- Fransche boek-illustratie, in: De Witte Mier p. 73-77, 1925
- Typografie in Holland, in: The Fleuron 7, p. 1-24, 1930
- Hedendaagsche boek- en bindkunst, in: Boek & Band: Prisma der Kunsten 3, 1937
- Narede van den vertaler, in: Stanley Morison, Grondbeginselen van de Typografie, p. 33-35, Utrecht, 1951
- Een korte geschiedenis van het bedrijf, in: Het huis Enschedé 1703-1953, p. XXIX-LII, Haarlem, 1953
- Enkele variaties over de grondbeginselen van de typografie, in: J. Romein en A.L. Sötemann (redactie), Bont Boek over Bond en Boek, p. 92-100, Amsterdam, 1955
- Plantin and our time, in: Gedenkboek der Plantin-dagen 1555-1955, p. 250-259, Antwerpen, 1956
- (Zonder titel, 1300 woorden): in Inspired Typography 1966, New York, 1966, The Type Directors Club of New York, voor de bijeenkomst gehouden op 3 april 1966.
- On design and devising type, 107 bladzijden, New York/Heemstede, 1957
- A perspective on Design, in:
  - Journal of the Society of Industrial Artists, p. 24-27, Londen, februari 1957
  - Printing and Graphic Arts 5, p. 1-4, 1957
- On related type faces, in: Book design and production I, nr. 2, p. 28-33, zomer 1958
- First steps toward the roman letter, in: Printing and graphic arts 7, p. 20-23, 1959

Laatste tekst door Van Krimpen geschreven.
- Over "good" en "fine printing" Notities voor een lezing gehouden op een vergadering van het genootschap Nonpareil waar Ban Krimpen oprichter en voorzitter van is geweest, in: Klokhuis, p. 6-10, januari 1959
- A letter to Philip Hofer on certain problems with the mechanical cutting of punches. With an introduction and commentary of John Dreyfus, 102 p. Cambridge, Massachusetts, Department of printing and graphic arts/ Boston, Harvard College Library, David R. Godine, 1972

facsimile van een brief uit juli 1953
- Over het ontwerpen en bedenken van Drukletters, 168 p., Amsterdam,1990

Vertaling door Huib van Krimpen van het in 1957 uitgegeven On designing and devising type
- 't Is altijd wat moeilijk over zichzelf te praten, een gesprek met Jan van Krimpen 16 blz. Oosterhesselen, 1990

interview door H.C. Cannegieter voor het maandblad Morks Magazijn, het boekje bevat enkel de antwoorden van Jan van Krimpen, niet de vragen, (oplage 30 exemplaren)
- On preparing designs for Monotype faces so as to prevent arbituary encroachments from the side of the drawing office on the designer's work and otherwise inevitable disappointments at the designer's end, in: Matrix II, p. 128-129, (winter 1991)

bijlage bij het overzicht van de correspondentie tussen Stanley Morison en Jan van Krimpen, door Sebastian Carter.